# 萬卡約赫賽瓦山
14°34′51″S 72°38′34″W / 14.58083°S 72.64278°W
萬卡約赫賽瓦山（Wank'ayuq Saywa），是秘魯的山峰，位於該國南部阿普里馬克大區，由安塔班巴省的安塔班巴區和奧羅佩薩區負責管轄，屬於萬索山脈的一部分，海拔高度5,000米。